# Speocropia transversalis
Speocropia transversalis är en fjärilsart som beskrevs av Walker 1858. Speocropia transversalis ingår i släktet Speocropia och familjen nattflyn. Inga underarter finns listade i Catalogue of Life.